# Jean-Baptiste Tailhand
Pour les articles homonymes, voir Tailhand.
Jean-Baptiste Tailhand est un homme politique français né le 12 novembre 1771 à Riom (Puy-de-Dôme) et décédé le 9 avril 1849 au même lieu.
Avocat à Riom, il est député du Puy-de-Dôme en 1815, pendant les Cent-Jours.

## Sources
- « Jean-Baptiste Tailhand », dans Adolphe Robert et Gaston Cougny, Dictionnaire des parlementaires français, Edgar Bourloton, 1889-1891 [détail de l’édition]